# Arnad
Arnad este o comună din regiunea Valle d'Aosta, Italia, cu o populație de 1.230 locuitori (1 ianuarie 2023) și o suprafață de 28,84 km².

## Demografie
Arnad - evoluția demografică

|  | Graficele sunt indisponibile din cauza unor probleme tehnice. Mai multe informații se găsesc la Phabricator și la wiki-ul MediaWiki. |

Date: Recensăminte sau birourile de statistică - grafică realizată de Wikipedia